# Нижний Реут
Ни́жний Ре́ут — село в Фатежском районе Курской области. Входит в состав сельского поселения Русановский сельсовет.

## География
Село находится на реке Реут (левый приток Желень в бассейне Свапы), в 99,5 км от российско-украинской границы, в 57 км к северо-западу от Курска, в 12 км к северо-западу от районного центра — города Фатеж, в 11 км от центра сельсовета — деревни Басовка.
Климат
Нижний Реут, как и весь район, расположен в поясе умеренно континентального климата с тёплым летом и относительно тёплой зимой (Dfb в классификации Кёппена).
Часовой пояс
Село Нижний Реут, как и вся Курская область, находится в часовой зоне МСК (московское время). Смещение применяемого времени относительно UTC составляет +3:00.

## История
В начале XX века в Нижний Реут из деревни Колесниковой через вольнонаёмных рабочих проник промысел по производству колёс для телег и экипажей

### Этимология
Словом «реут» (сокращение от «ревут») прежде называли самый крупный колокол на колокольне.

## Достопримечательности
Нижнереутская средняя общеобразовательная школа
На территории села работает Нижнереутская средняя общеобразовательная школа. Школа построена в 1909 году. Первое время школа была деревянной, позже снаружи обложена кирпичом.
Возле школы раскинулся фруктовый сад, в глубине сада установлен памятник в память о защитниках села, погибших в 1943 году. На этом месте захоронен летчик младший лейтенант Иван Харитонович Ищенко, погибший 30 мая в период сражений на Курской дуге в воздушном бою при сопровождении бомбардировщиков. Во время войны некоторое время в здании школы располагался советский военный штаб.
Помимо средней общеобразовательной в селе имеется также отдельная школа для начальных классов.
Храм Покрова Пресвятой Богородицы
Храм заложен на территории, где ныне располагается Нижнереутское кладбище. Во время войны храм был разрушен.

## Экономика
В окрестностях села функционируют следующие промышленные предприятия:
- Свиноводческий комплекс «УниверсСтройЛюкс»[8].

## Население
| 1979 | 2002 | 2010 |
| ---- | ---- | ---- |
| 395  | ↘215 | ↘136 |

## Персоналии
- Гнездилов, Василий Георгиевич (1922—1999) — советский и украинский архитектор и скульптор. Заслуженный архитектор УССР. Лауреат Государственной премии УССР имени Т. Г. Шевченко.
- Павлуновский, Иван Петрович (1888—1937) — советский политический деятель, революционер, деятель советских спецслужб.
- Павлуновский, Никита Петрович (1892—1918) — первый председатель Воронежской губернской ЧК.
- Чуйков, Евгений Васильевич — художник-реалист[11], народный художник Украины, классик украинского пейзажа[12].

## Инфраструктура
Личное подсобное хозяйство. В селе 114 домов.

## Транспорт
Нижний Реут находится в 6 км от автодороги федерального значения М2 «Крым» (Москва — Тула — Орёл — Курск — Белгород — граница с Украиной) как часть европейского маршрута E105, в 7 км от автодороги регионального значения 38К-038 (Фатеж — Дмитриев), на автодорогe межмуниципального значения 38Н-675 (38К-038 – Нижний Реут – Путчино), в 22,5 км от ближайшего ж/д остановочного пункта 34 км (линия Арбузово — Лужки-Орловские).
В 179 км от аэропорта имени В. Г. Шухова (недалеко от Белгорода).